# Uranopilit
Uranopilit ist ein häufig vorkommendes Mineral aus der Mineralklasse der Sulfate, Selenate, Tellurate, Chromate, Molybdate und Wolframate (ehemals Sulfate, Chromate, Molybdate und Wolframate) mit der chemischen Zusammensetzung [(UO2)6(SO4)O2(OH)6]·14H2O. Der Gehalt an Kristallwasser kann zwischen 12 und 14 Molekülen H2O schwanken und sinkt in trockener Luft auf einen Gehalt von 5 Molekülen pro Formeleinheit ab.
Uranopilit kristallisiert im triklinen Kristallsystem, entwickelt jedoch nur mikroskopisch kleine, nadelige Kristalle bis 0,1 mm Größe. Meist verwachsen diese zu kugelförmigen oder filzigen Mineral-Aggregaten sowie krustigen Überzügen und Ausblühungen auf einer Uraninit-Matrix. Die Kristalle sind durchscheinend und von hellgelber, zitronengelber, goldgelber oder strohgelber Farbe.

## Etymologie und Geschichte

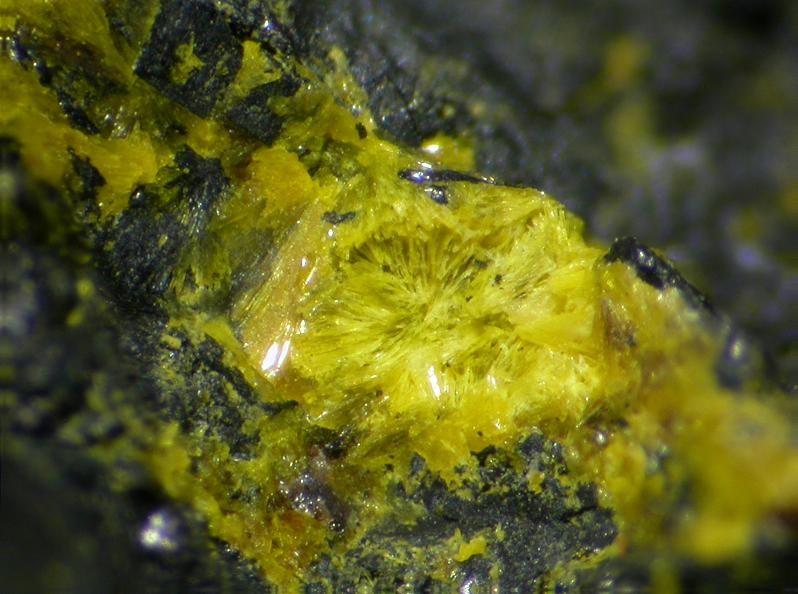
Gelber, filziger Uranopilit aus der Shinkolobwe Mine im Copperbelt (Kupfergürtel), Katanga, Demokratische Republik Kongo (Sichtfeld 4 mm)

Untersuchungen zum chemischen und kristallographischen Aufbau von natürlich vorkommenden Uranylsulfaten erstreckten sich jeher über einen langen Zeitraum, auch weil die Minerale meist nur als feine, verunreinigte puderartige Überzüge gefunden wurden. Schon Albin Weisbach (1833–1901) merkte dazu in einer ersten Erwähnung des Minerals im „Neuen Jahrbuch für Mineralogie und Paleontologie“ im Jahre 1882 an:

„Mit diesem Namen [Uranocher] pflegen verschiedene Körper bezeichnet zu werden, welche theils [sic!] Uranoxydhydrate, theils auch Uranhydrosulfate sind, deren Kenntniss in physikalischer Hinsicht aber noch viel zu wünschen übrig lässt.“

Er schlug auch vor, es Uranopilit zu benennen. Als eine der ersten Untersuchungen einer Mineralstufe mit der Formel (UO2)6SO4(OH)10O2·5H2O gilt aber die von Radim Nováček (1905–1942) im Jahr 1942. Er nahm an, es handele sich um teilweise dehydrierten Uranopilit und beschrieb das Mineral als β-Uranopilit. Clifford Frondel benannte dieses später in seinen Untersuchungen in Meta-Uranopilit um. Auch auf Basis dieser Untersuchung im Jahr 1958 wird die chemische Formel (UO2)6(SO4)(OH)10·12H2O als heutzutage allgemeingültig angesehen.
Benannt wurde das Mineral nach seinem Urangehalt und dem griechischen Wort πίλος [sprich: „pilos“] für Filz, zusammengesetzt also „Uran-Filz“. Als Typlokalität gilt die Grube „Georg Wagsfort“ bei Johanngeorgenstadt im sächsischen Erzgebirge in Deutschland.

## Klassifikation
In der veralteten 8. Auflage der Mineralsystematik nach Strunz gehörte der Uranopilit zur Mineralklasse der „Sulfate, Chromate, Molybdate, Wolframate“ und dort zur Abteilung „Wasserhaltige Sulfate mit fremden Anionen“, wo er gemeinsam mit Metauranopilit und Zippeit in der „Uranopilit-Reihe“ mit der Systemnummer VI/D.08a steht.
In der zuletzt 2018 überarbeiteten Lapis-Systematik nach Stefan Weiß, die formal auf der alten Systematik von Karl Hugo Strunz in der 8. Auflage basiert, erhielt das Mineral die System- und Mineralnummer VI/D.20-010. Dies entspricht der Klasse der „Sulfate, Chromate, Molybdate und Wolframate“ und dort der Abteilung „Wasserhaltige Sulfate, mit fremden Anionen“, wo Uranopilit zusammen mit Adolfpaterait, Alwilkinsit-(Y), Ammoniozippeit, Belakovskiit, Bluelizardit, Bobcookit, Cobaltzippeit, Fermiit, Geschieberit, Jáchymovit, Ježekit, Klaprothit, Magnesiozippeit, Marécottit, Mathesiusit, Meisserit, Metauranopilit, Natrozippeit, Nickelzippeit, Oppenheimerit, Ottohahnit, Péligotit, Plášilit, Plavnoit, Rabejacit, Redcanyonit, Sejkorait-(Y), Shumwayit, Svornostit, Wetherillit, Zinkzippeit und Zippeit eine unbenannte Gruppe mit der Systemnummer VI/D.20 bildet.
Die von der International Mineralogical Association (IMA) zuletzt 2009 aktualisierte 9. Auflage der Strunz’schen Mineralsystematik ordnet den Uranopilit in die Klasse der „Sulfate (Selenate, Tellurate, Chromate, Molybdate und Wolframate)“ und dort in die Abteilung „Uranylsulfate“ ein. Hier ist das Mineral in der Unterabteilung „Ohne Kationen“ zu finden, wo es zusammen mit Metauranopilit die „Uranopilitgruppe“ mit der Systemnummer 7.EA.05 bildet.
In der vorwiegend im englischen Sprachraum gebräuchlichen Systematik der Minerale nach Dana hat Uranopilit die System- und Mineralnummer 31.02.06.01. Das entspricht der Klasse der „Sulfate, Chromate und Molybdate“ und dort der Abteilung „Wasserhaltige Sulfate mit Hydroxyl oder Halogen“. Hier findet er sich innerhalb der Unterabteilung „Wasserhaltige Sulfate mit Hydroxyl oder Halogen mit (A+B2+)6(XO4)Zq × x(H2O)“ in einer unbenannten Gruppe mit der Systemnummer 31.02.06, in der auch Jáchymovit eingeordnet ist.

## Kristallstruktur
Uranopilit kristallisiert triklin in der Raumgruppe P1 (Raumgruppen-Nr. 2) mit den Gitterparametern a = 8,896 Å; b = 14,029 Å; c = 14,339 Å; α = 96,610°; β = 98,472° und γ = 99,802° sowie zwei Formeleinheiten pro Elementarzelle.

## Eigenschaften

Unter UV-Licht fluoreszierender Uranopilit

Durch seinen Urangehalt von bis zu 67,9 % ist das Mineral radioaktiv. Unter Berücksichtigung der Mengenanteile der radioaktiven Elemente in der idealisierten Summenformel sowie der Folgezerfälle der natürlichen Zerfallsreihen wird für das Mineral eine spezifische Aktivität von 121,59 kBq/g angegeben (zum Vergleich: natürliches Kalium 0,0312 kBq/g). Der zitierte Wert kann je nach Mineralgehalt und Zusammensetzung der Stufen deutlich abweichen, auch sind selektive An- oder Abreicherungen der radioaktiven Zerfallsprodukte möglich und ändern die Aktivität.
Uranopilit ist in Wasser und verdünnten Säuren gut löslich und zeigt unter UV-Licht eine starke gelbgrüne Fluoreszenz. Untersuchungen zeigten, dass bereits ab einer Temperatur von 31 °C eine Dehydratisierung stattfindet und Metauranopilit entsteht. Über 80 °C zeigt sich eine Abspaltung einer Hydroxygruppe.

## Bildung und Fundorte
Uranopilit bildet sich im Bereich saurer Oxidationszonen von Sulfidlagerstätten in Anwesenheit von Uraninit. Begleitminerale sind neben Uraninit unter anderem noch Fourmarierit, Gips, Johannit, Soddyit, Uranophan und Zippeit.
Als seltene Mineralbildung konnte Uranopilit nur an wenigen Fundorten nachgewiesen werden, wobei bisher rund 90 Fundorte (Stand: 2016) als bekannt gelten. Neben seiner Typlokalität Johanngeorgenstadt trat das Mineral in Sachsen noch an verschiedenen Orten im Erzgebirgskreis wie unter anderem Annaberg-Buchholz, Altenberg, Marienberg und den Gruben des Reviers Schneeberg, Schlema und Alberoda auf. Weitere Fundorte in Deutschland sind zudem in Baden-Württemberg (Müllenbach, Grube Krunkelbach), Bayern (Stulln), Rheinland-Pfalz (Ellweiler), Sachsen-Anhalt (Mansfelder Becken) und Thüringen (Ronneburg).
Der bisher einzige bekannte Fundort in Österreich ist der Hüttenberger Erzberg in den Seetaler Alpen im Nordosten von Kärnten und der ebenfalls bisher einzige Fundort in der Schweiz ist das Uranprospekt La Creusaz bei Les Marécottes (Trient-Tal) im Kanton Wallis.
Weltweit fand man Uranopilit noch in Argentinien, Australien, China, Frankreich, Gabun, Italien, Japan, Kanada, der Demokratischen Republik Kongo, Polen, der Slowakei, Slowenien, Tschechien, Ungarn, im Vereinigten Königreich (UK) und den Vereinigten Staaten von Amerika (USA).
Erwähnenswert sind vor allem die Fundorte im Permbecken von Lodève (Südfrankreich), welches für Sammler begehrte, schon bei Tageslicht fluoreszierende Stufen hervorbringt.

## Vorsichtsmaßnahmen
Aufgrund der Toxizität und der starken Radioaktivität des Minerals sollten Mineralproben vom Uranopilit nur in staub- und strahlungsdichten Behältern, vor allem aber niemals in Wohn-, Schlaf- und Arbeitsräumen aufbewahrt werden. Ebenso sollte eine Aufnahme in den Körper (Inkorporation, Ingestion) auf jeden Fall verhindert und zur Sicherheit direkter Körperkontakt vermieden sowie beim Umgang mit dem Mineral Atemschutzmaske und Handschuhe getragen werden.